# Laguna di Balos
La laguna di Balos (in greco Μπάλος?) è una laguna separata dall'omonima baia da una lingua di sabbia che unisce il promontorio di Corico a Capo Tigani, nella parte più nord-occidentale dell'isola di Creta, in Grecia. Il territorio appartiene al comune di Kissamos nell'unità periferica de La Canea.

## Geografia

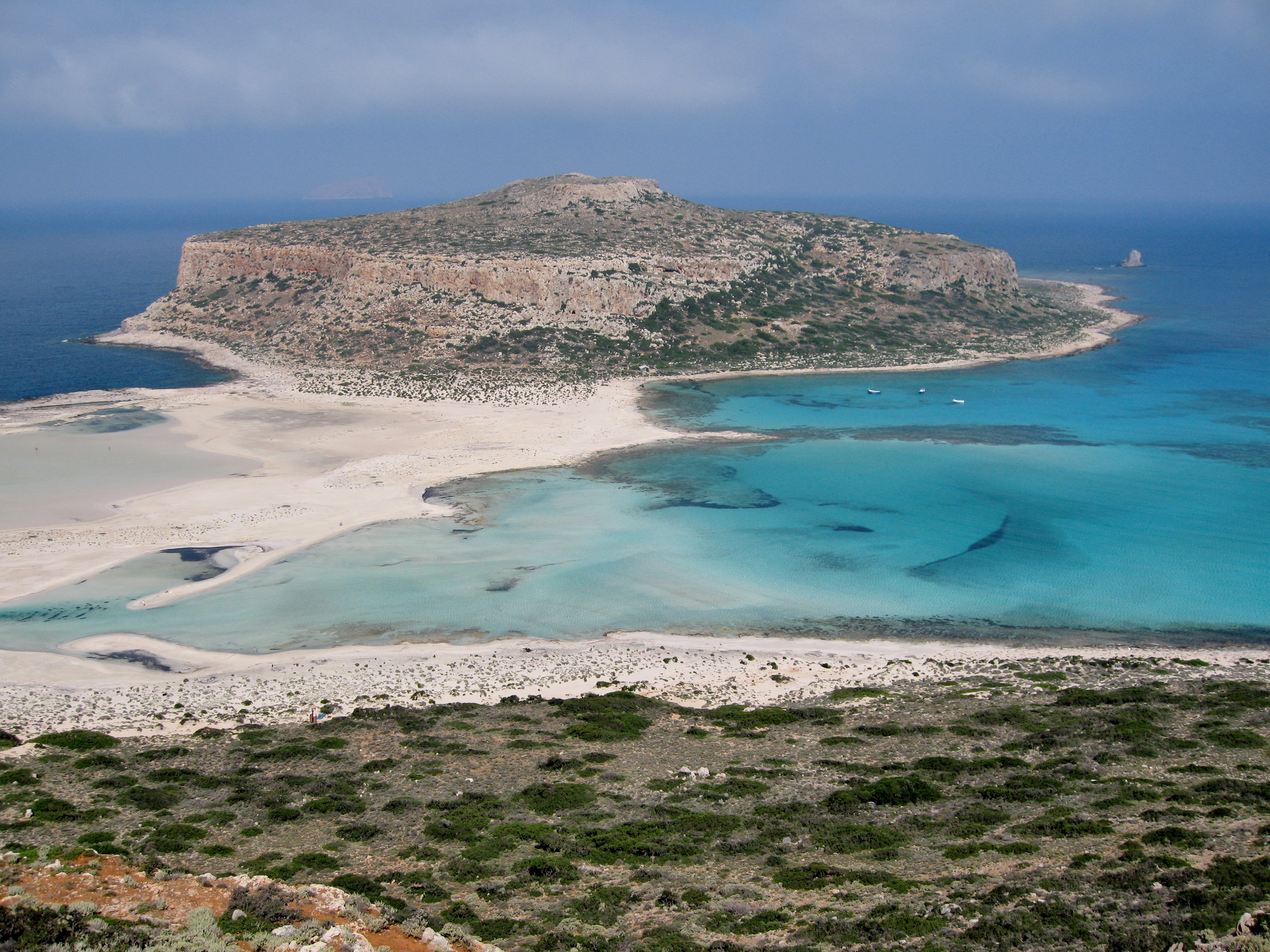
Capo Tigani

La baia e la laguna di Balos si trovano sul versante occidentale del lungo promontorio disabitato di Còrico (Κώρυκος), vicino all'arcipelago di Grabusa (Γραμβούσα), a 12 km dall'ultimo insediamento abitato di Kaliviani, andando in direzione nord verso Capo Vuxa (Ακρωτήρι Βούξα), che dista cinque chiometri dal parcheggio di Balos.
La laguna di Balos è formata dall'insabbiamento dell'isola di Capo Tigani (che si erge a 117 m s.l.m.), oggi divenuta una penisola grazie a due lingue di sabbia lunghe circa 400 metri ognuna.

## Descrizione
La laguna e la baia di Balos sono una delle mete turistiche più visitate della costa occidentale di Creta, insieme alle spiagge di Falasarna ed Elafonīsi e oltre al parco nazionale delle Gole di Samariá.
La baia è stata creata dal graduale sollevamento tettonico della parte occidentale di Creta, ed in particolare dell'isola di Capo Tigani.

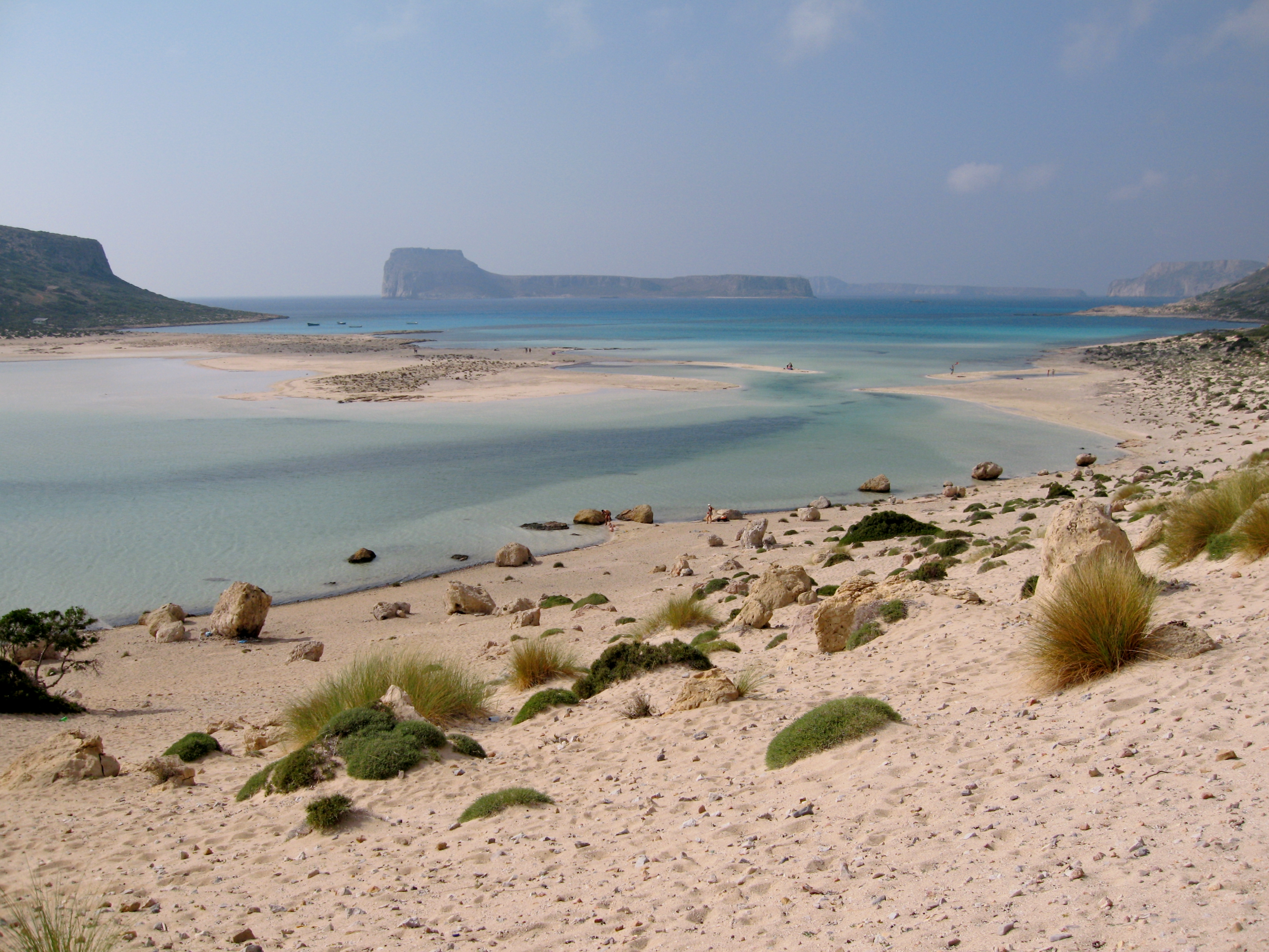
Vista dell'isola di Imeri Grabusa

La sabbia fina della laguna e della spiaggia è formata da conchiglie e coralli. La maggior parte della laguna è coperta da un sottile strato d'acqua, dove fino alla profondità di 50 cm non è presente alcuna vegetazione. Anche le dune costiere sono ricoperte da scarsa vegetazione. Occasionalmente è possibile rinvenire piccole palline di catrame che provengono da operazioni illegali di lavaggio delle cisterne delle navi petrolifere effettuate al largo.
La lingua che separa Capo Tigani con il promontorio di Corico è costituito da cemento naturale (ovvero sabbia cementata), e sono posizionati ombrelloni e lettini nella stagione esiva per i turisti.
La zona è completamente disabitata e con una sola struttura turistica aperta solo in estate. Sulle alture di Capo Tigani è presente una cappella, mentre sull'isola di Imeri Grabusa (Ήμερη Γραμβούσα) vi sono le rovine di una fortezza veneziana del XVI secolo.
Balos può essere raggiunta attraverso una panoramica strada carrozzabile non asfaltata lunga 8 km che si affacia sul golfo di Kissamos. Circa a metà strada vi è la cappella di Agia Irini. La strada carrozzabile termina in un parcheggio (posto a 150 m s.l.m.) da cui si scende a piedi fino alla laguna di Balos.

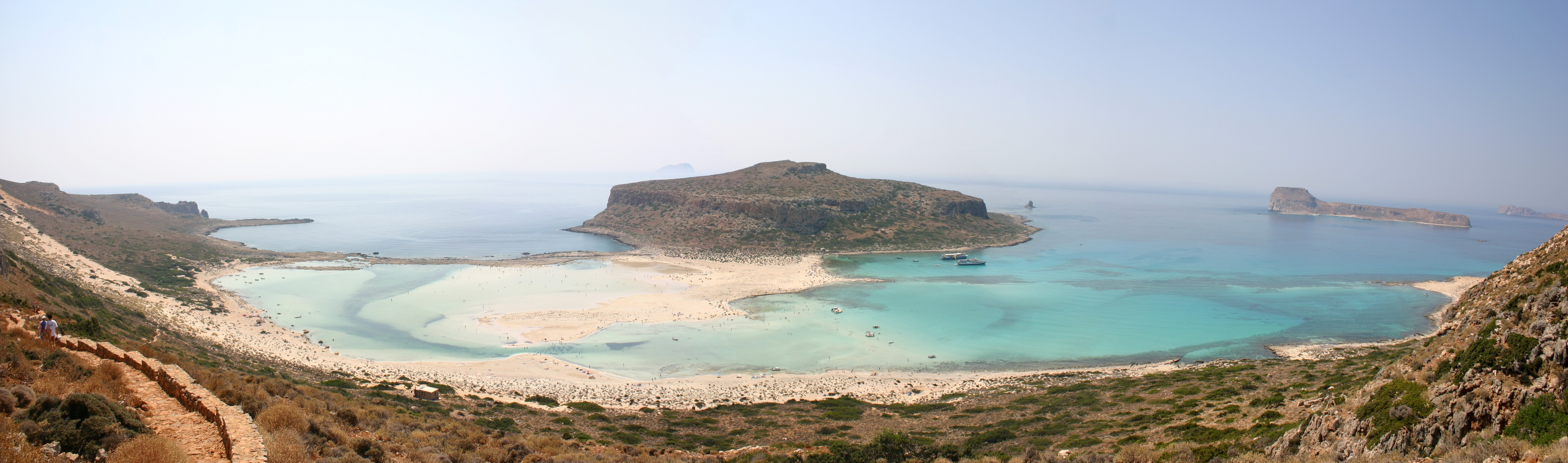
Panorama della laguna (a sinistra) e della baia (a destra) di Balos

Un'altra possibilità per raggiungere Balos avviene attraverso le escursioni in barca che partono dal porticciolo di Kissamos nella stagione estiva (da aprile a ottobre) e che consentono di visitare anche l'isola di Imeri Grabusa.  Grazie alle escursioni marine, la laguna di Balos è divenuta un'area economica importante per il settore turistico della città di Kissamos.